# Benna venosa
Benna venosa är en insektsart som först beskrevs av Van Duzee 1940.  Benna venosa ingår i släktet Benna och familjen kilstritar. Inga underarter finns listade i Catalogue of Life.